# 湖北 (小惑星)
湖北 (2547 Hubei) は、小惑星帯の小惑星。中国の南京郊外にある紫金山天文台で発見された。
中国の湖北省に因んで名付けられた。